# Furcht und Begierde
Furcht und Begierde (Originaltitel: Fear and Desire) ist ein US-amerikanisches Anti-Kriegs-Drama von Regisseur Stanley Kubrick aus dem Jahr 1953. Es ist Kubricks erster Spielfilm.

## Handlung
In dem Filmdrama, das in einem fiktiven Krieg spielt, wird auf den Ort und die Zeit des Geschehens nicht näher eingegangen. Nach einem Flugzeugabsturz befinden sich vier Soldaten – geführt von Lieutenant Corby – in einem kleinen Wäldchen. Nach kurzer Zeit stellt sich heraus, dass sie hinter feindliche Linien gelangt sind. Um wieder in sicheres Territorium zu kommen, wollen sie in der Nacht mit einem Floß einen Fluss hinunterfahren.
Sie beobachten in der Ferne ein Haus mit einem feindlichen General, bei dem ein Flugzeug landet. Später, während sie das Floß bauen, entdecken sie ein kleines Haus mit einer Handvoll feindlicher Soldaten. Sie beschließen, sie zu töten, um an Essen zu kommen. Als es dabei zu einem Schusswechsel kommt, haben sie Angst, entdeckt zu werden, und flüchten wieder in den Wald. Am nächsten Morgen stolpert ein Mädchen über die Soldaten, und die Männer beschließen, es an einen Baum zu fesseln. Sidney, der auf das Mädchen aufpassen soll, während die anderen nach dem Floß sehen, versucht, mit ihm zu reden, doch es versteht seine Sprache nicht. Er versucht, das Mädchen zu beeindrucken, und macht Witze, doch es reagiert nicht. Er will, dass das Mädchen ihn gern hat, und als er dies nicht erreicht, versucht er, es auszuziehen. Dabei flüchtet das Mädchen, und Sidney schießt ihm in den Rücken. Währenddessen gehen die drei anderen Soldaten zum Floß und bauen es zu Ende. Nun schickt Corby Mac zu Sidney, um nach dem Rechten zu sehen. Als dieser dort ankommt und Sidney mit Fragen konfrontiert, flüchtet dieser ins Dickicht.
In der Nacht schleichen die übrigen drei Soldaten wieder zum Floß, und sie können den General erneut in seinem Haus beobachten. Auch das Flugzeug befindet sich noch immer dort. Mac schlägt vor, ans Haus zu schleichen und den General zu töten. Corby hält dies für reinen Selbstmord, da dort sicherlich zahlreiche Wachen anzutreffen seien. Fletcher will sich nur mehr so schnell wie möglich um das Floß kümmern. Corby fügt auch noch hinzu, dass das Flugzeug nur ein Zweisitzer sei und man deshalb eine schnelle Flucht damit ausschließen könne. Mac hat das Gefühl, dass es die letzte Chance ist, um noch etwas Bedeutendes in seinem Leben zu leisten. Sie entschließen sich, es doch zu versuchen, und sie schleichen an das Haus aus verschiedenen Richtungen heran. Doch ihr Plan geht nicht auf, Mac wird auf dem Floß schwer verwundet, und so versucht Fletcher, den General zu erschießen. Er verwundet ihn aber nur, dann erschießt Corby ihn. Corby und Fletcher flüchten mit dem Flugzeug.
Mac lässt sich den Fluss weiter hinuntertreiben. Dabei trifft er Sidney, und die beiden fahren gemeinsam weiter. Corby und Fletcher warten inzwischen am Flussufer auf Mac. Doch als das Floß ankommt, ist Mac bereits tot.

## Produktion
Kubrick schrieb über sein Konzept zu Fear and Desire: „Seine Struktur: allegorisch. Seine Konzeption: poetisch. Das Drama des ‚Menschen', der in einer feindlichen Umwelt verloren ist – materieller und geistiger Grundlagen beraubt – und sein Weg zu einem Verständnis seiner selbst und des Lebens um ihn herum.“ (Brief an seinen Verleiher Joseph Burstyn vom 16. November 1952; zit. in: Kagan, S. 9)
Kubrick realisierte den Film mit einem Startkapital von 10.000 US-Dollar, teilweise eingetrieben von Verwandten. Die Endkosten beliefen sich auf etwa 30.000 US-Dollar. Er lief nur in wenigen Filmkunstkinos und wurde ein künstlerischer und kommerzieller Misserfolg, der seine Produktionskosten nicht einspielte. Kubrick meinte dazu: „Die Ideen, die wir verwirklichen wollten, waren gut. Wir besaßen aber nicht die notwendige Erfahrung, sie filmisch umzusetzen. Im großen und ganzen war es nicht mehr als die 35-mm-Version eines Filmes, den eine Klasse von Filmstudenten auch in 16-mm hätte drehen können.“ (Walker, S. 17)
In späteren Jahren ließ sich Kubrick nur ungern auf Fear and Desire ansprechen. Er hielt ihn für ein amateurhaftes Projekt, verweigerte zum Beispiel 1964 die Aufnahme des Films in einer Retrospektive in New York und wollte alle existierenden Kopien aufkaufen. Dies gelang ihm auch fast, und so erschien der Film nie auf Video und kann heute wegen der fehlenden Kopien auch kaum in Kinos gezeigt werden; mittlerweile gibt es jedoch Versionen auf DVD und Blu-Ray.
Aber Kubrick lernte bei der Produktion: „Damals, bevor die Filmschulen eingerichtet waren, war es sehr wichtig, die Erfahrung zu machen, dass man auch mit sehr wenig Annehmlichkeiten und extrem wenig Personal einen richtigen Film drehen konnte … Diese Erfahrung und die, die ich bei den Dreharbeiten zu Der Tiger von New York machte – dieser Film wurde auf einer noch einfacheren Basis gedreht –, befreiten mich von jeder Sorge, die mir bisher solche Aspekte verursachten.“ (Walker, S. 17f.)
Der Film ist ebenfalls für das Debüt von Paul Mazursky bekannt, der später durch sein Wirken als Regisseur Berühmtheit erlangte.
Der Sender TCM zeigte den Film im Dezember 2011 in den Vereinigten Staaten zum ersten Mal im Fernsehen.
Der Film erschien am 23. Oktober auf Blu-Ray und DVD in den Vereinigten Staaten in einem restaurierten High-Definition-Format. Im März 2013 erschien er dann auch in Deutschland auf DVD.